# Маджид, Джансила
Джансила Маджид — активистка из округа Путталам в Шри-Ланке. Она управляющий попечитель Общественного трастового фонда в Путталаме, неправительственной организации, занимающейся продвижением прав меньшинств и женщин.
До своей работы в Общественном трастовом фонде Маджид в течение 20 лет жила как внутренне перемещённое лицо (ВПЛ) и продолжает отстаивать права мусульманских и тамильских ВПЛ.
В 2010 году получила Международную женскую награду за отвагу.
Джансила была спикером при представлении Доклада ПРООН за 2010 год по гендерным вопросам развития человеческих ресурсов в Азиатско-Тихоокеанском регионе и заявила, что Шри-Ланка должна изменить своё отношение к правам женщин и улучшить участие женщин в политической жизни, доступ к юридическим правам и участие женщин в рабочей силе.